# النموذج التنموي الجديد
النموذج التنموي الجديد هو خطة وطنية للتنمية اعتمدها المغرب من أجل تحديد رؤية إستراتيجية للفترة 2021-2035. يحدد هذا النموذج التوجهات الاقتصادية والاجتماعية والترابية والمؤسساتية الكبرى التي يلتزم بها البلد، ويُعد مرجعاً لتوجيه السياسات العمومية.

## التاريخ
في سنة 2019، دعا الملك محمد السادس إلى بلورة نموذج تنموي جديد، معتبراً أن السياسات العمومية المنفذة حتى ذلك الحين حققت بعض التقدم، لكنها ظلت غير كافية للاستجابة لتطلعات المواطنين، ولتقليص الفوارق الاجتماعية وتعزيز تنافسية الاقتصاد الوطني.
ولهذا الغرض، تم إحداث اللجنة الخاصة بالنموذج التنموي في ديسمبر 2019. وضمت اللجنة شخصيات من مجالات متعددة (الاقتصاد، العلوم الاجتماعية، التربية، المجتمع المدني والقطاع الخاص)، وأسندت إليها مهمة إعداد خارطة طريق واقعية ومتكيفة مع حاجيات المغرب.
وبعد مشاورات وطنية واسعة شملت مؤسسات وهيئات سياسية ونقابية وجمعيات مدنية ومواطنين، قدمت اللجنة تقريرها النهائي في مايو 2021، والذي شكل الأساس لاعتماد النموذج التنموي الجديد.

## الأهداف والمحاور الإستراتيجية
يهدف النموذج التنموي الجديد إلى وضع المغرب على مسار نمو شامل ومستدام. ويرتكز على أربعة محاور رئيسية:
- تحويل الاقتصاد : تنويع البنية الاقتصادية، تعزيز التنافسية، دعم الابتكار وتشجيع روح المقاولة.
- تنمية الرأسمال البشري : تحسين التعليم والصحة ونظام التكوين المهني.
- الإدماج الاجتماعي : تقليص الفوارق الاجتماعية والمجالية، تحقيق تكافؤ الفرص وتوسيع الحماية الاجتماعية.
- التنمية الترابية : تثمين المؤهلات المحلية وتعزيز الحكامة الجهوية.

## ملاحق

### مقالات ذات صلة
- اقتصاد المغرب
- المبادرة الوطنية للتنمية البشرية
- المجلس الاقتصادي والاجتماعي والبيئي (المغرب)
- مخطط المغرب الأخضر

### وصلات خارجية
- تقديم النموذج على موقع المندوبية السامية للتخطيط